# 近藤科江
近藤 科江（こんどう しなえ） は、日本の医学者、薬学者、薬剤師。東京工業大学名誉教授、奈良工業高等専門学校校長。元日本女性科学者の会会長。元日本分子イメージング学会会長。

## 人物・経歴
鹿児島県で小学校4年まで過ごしたのち、千葉県館山市に引っ越し、1981年岐阜薬科大学薬学部厚生薬学科卒業、薬剤師。1984年オルバニー医科大学微生物学・免疫学専攻修士課程修了、M.A.。1989年大阪大学大学院医学系研究科博士課程修了、医学博士。1990年日本学術振興会特別研究員。1993年新技術事業団岡山細胞変換プロジェクト研究員。1999年京都大学大学院医学研究科助手。2004年京都大学大学院医学研究科特任准教授。2008年京都大学大学院医学研究科特定教授、日本癌学会評議員 。同年第13回日本女性科学者の会奨励賞受賞。2010年東京工業大学大学院生命理工学研究科生体分子機能工学専攻教授、がんとハイポキシア研究会代表。2012年日本分子イメージング学会会長。2016年日本女性技術者科学者ネットワーク副理事長。2019年日本女性科学者の会会長、内閣府男女共同参画推進連携会議議員。2020年東京工業大学生命理工学院長、日本学術会議連携会員。2023年４月より、奈良工業高等専門学校の校長に着任。